# Château de La Roche (Larochemillay)
Pour les articles homonymes, voir Château de La Roche.
Le château de La Roche est un édifice du XVIIIe siècle situé à Larochemillay, en France. Il succède à plusieurs châteaux, dont le premier est attesté au VIIIe siècle.

## Localisation
Le château est situé sur le territoire de la commune de Larochemillay, située dans le département de la Nièvre en région Bourgogne-Franche-Comté. Implanté sur la presqu'île de confluence de la rivière de la Roche (ou Séglise) et du ruisseau de l'étang des Marauds, en situation perchée à l'emplacement d'un ancien oppidum romain.

## Description
Le château de La Roche actuel est reconstruit dans la première moitié du XVIIIe siècle sur un site médiéval, par l'architecte Caristie. Le château présente une architecture classique et austère. Les décors intérieurs du château datent du XVIIIe siècle, mais furent remaniés au XIXe siècle. Détruit partiellement (partie est) par un incendie le 18 décembre 2008, le château est toujours en cours de restauration après l'effondrement d’une partie du mur d’enceinte en janvier 2017.

## Historique
Un premier château aurait été détruit en 762, peut-être dans le cadre des combats opposant Waïfre, duc d'Aquitaine, à Pépin le Bref, roi des Francs. Le château féodal fut le siège d'une des premières baronnies du Nivernais.
Il était au XIIe siècle le siège du pouvoir féodal le plus important du Nivernais. Le bourg s'est développé en situation également perchée, au pied de la forteresse et sous sa protection. La plus ancienne personne connue comme seigneur de Laroche-Millay est  Henri, seigneur de La Roche Millay, de Millay et de Chiddes[source insuffisante] dont l'arrière-petite-fille femme de la « maison de Glenne » épouse Jean, sire de Châtillon-en-Bazois vers 1180,[source insuffisante]. En 1253, leur petit-fils, Jean II de la Roche-Millay, sire de Châtillon, organise un audacieux coup de main à Autun cum armis et equitaturis ("avec armes et chevaux") pour soustraire à la justice ecclésiastique Guy de la Perrière et d'autres seigneurs de ses amis détenus pour quelques méfaits dans la prison du chapitre. Il fut condamné à rendre ses prisonniers et à suivre en chemise, avec cinq de ses complices, une procession dans les églises de Lyon, Autun, Langres, Mâcon et Chalon. En 1381, la seigneurie et le château sont propriété de Guillaume de Mello, époux d'une héritière de la famille de Châtillon. Le vieux château médiéval brûla en 1412 ; il en subsiste deux tours circulaires et des murs de remparts.
Dépendante du duché du Nivernais, « la terre de La Roche-Milay se composait à la fin de l'Ancien Régime de quatre domaines, de treize forêts, dont les principales étaient celles de Châtillon, de La Grande-Gabrielle, de La Gravelle, de Touleurs,..., et de dix-neuf étangs, pouvant nourrir onze mille poissons. Les rentes produisaient, année commune, mille dix livres, et les lods et ventes autant. La plupart des titres furent brûlés en 1792 ». Elle comptait dans la dépendance de son donjon trente-trois seigneuries en toute justice (haute justice, moyenne justice, basse justice) et plus de cinquante avec les moyennes et basses seulement. René de Rousselé en 1642, fils de René de Rousselé et de Marguerite de Montmorency, est qualifié du titre de « baron de La Roche-Millay ». Louis XIV conféra le titre de comte à la fin du XVIIe siècle à son descendant Joseph-René de Rousselle (ou de Rousselé), colonel d'un régiment d'infanterie et aide de camp des armées du roi.
Le château actuel fut construit à partir de 1720 par le maréchal de Villars qui avait acheté la seigneurie à un des fils du connétable de Montmorency. « Sur ce rocher sauvage, et sans dédaigner les assises romantiques du donjon écroulé, l'ingénieur (...) a construit un édifice vraiment noble par sa grandeur, par sa simplicité et par la juste harmonie de ses proportions ». Il comprend un grand corps de logis à mansardes, flanqué de deux pavillons rectangulaires. Le comte François de La Ferté-Meun achète la seigneurie pour la somme de 130 000 livres le 15 avril 1736 et fait achever les travaux de construction du château par l'architecte Michel-Ange Caristie. En 1760, le comte de La Roche-Millay est Jacques-Louis de La Ferté-Meun, seigneur de Solières et de Cuzy
Les familles de Noailles (par mariage, à partir de 1851) puis de Montesquiou-Fezensac, furent par la suite les propriétaires successifs du château.
Le château fait l'objet d'une inscription au titre des monuments historiques par arrêté du 15 mars 2002.